# 蒋钦 (明朝)
蔣欽（1459年—1507年），字子修，直隸蘇州府常熟縣（今江蘇省常熟縣）人，明朝监察御史，同進士出身，因连续上疏弹劾刘瑾等宦官专权而被害。

## 生平
弘治八年（1495年）乙卯科應天府鄉試第十二名，九年（1496年）联捷丙辰科會試第十九名，三甲進士，授河南衛輝府推官。考选为為試南京陕西道監察御史，多次上疏言事，試職满一年，實授本道监察御史。正德元年（1506年），劉瑾放逐大學士劉健、謝遷等人，蔣欽與同僚薄彥徽等人直切進諫。劉瑾大怒，逮捕兩人下詔獄，后施廷杖，貶為平民。三天后，蔣欽單獨再上疏，稱：
|  | 劉瑾，只是小人罷了。陛下卻親信他未心腹，倚賴其作為自己耳目，像輔佐大臣一樣對待他，卻不知道他是個忤逆之人、禍國殃民的盜賊。他憎恨臣等上奏請求留下兩位能夠抑制權幸的內閣輔臣（劉健、謝遷），于是假傳聖旨，逮捕我們審問，并以廷杖懲罰，削除官職。然而，臣想到身在田野的人都不能忘記國君，更何況像我這樣在住所待命、目睹時政弊端紛起，又怎能忍住不說呢？往日劉瑾向天下官員索賄，每人一千黃金，有的甚至達到五千。如果不給就被貶降罷免，給則升遷加官。整個國家都已經寒心，而陛下卻仍然用他在左右，這是知道身邊有賊，而卻以賊作為心腹啊！給事中劉茝指出陛下暗昧于用人，昏惑于施政，而劉瑾卻削減其官職俸祿，鞭撻侮辱官員。并假傳聖旨，禁止各位言官不能擅自議論。言官不行上疏言事之責則是坐視不管的失職，上疏言事卻被非法虐待。全國都已寒心，而陛下卻仍獨自用他為自己前後，這是不知前後是賊，卻用他為輔佐之臣啊。一個盜賊專權作惡，天下萬民都趕到失望，哀傷歎息的聲音響徹天地。陛下卻渾然不知，縱容他們破壞天下禮法、擾亂祖先法制。陛下還能憑何自立呢？懇請陛下聽從臣的建議，立即誅殺劉瑾以告謝天下，然後殺掉臣下以告謝劉瑾，此使朝廷統一剛正，各種邪惡無法侵入。君心若端正統一，則各種邪念則無法侵入，這是臣下的心願。現在的國家社稷，也是祖宗的國家社稷啊。陛下若還敬重祖先的社稷，則請聽從臣下的奏進。如果要輕視它，則會被劉瑾任由欺凌了。 |

此奏折呈上后，蔣欽再次被罚刑杖三十，并逮捕入狱。又过了三天，蔣欽第三次上疏：
|  | 臣與盜賊劉瑾勢不兩立！盜賊劉瑾蓄惡已非一日，他早已準備乘機挑起事端。陛下整天與他嬉戲遊樂，茫然不知醒悟。而內外眾臣，早已心中恐懼如臨深淵。臣昨天再次上疏受到杖打，已血肉模糊，伏臥在獄中，卻最終難以沉默，希望能借上方寶劍斬殺她。朱雲是什麽樣的人，臣怎能謙讓于他？陛下不妨將臣與劉瑾比較，是劉瑾忠心，還是臣忠心？忠還是不忠，天下人都已經知道，陛下也非常清楚，卻為何仇恨臣，而信任這個叛逆之賊呢？臣下的骨肉已經銷散，涕淚俱下，我有七十二歲的老父，已經不能顧及贍養了。而臣死不足惜，但陛下身邊國家傾覆的禍患就在旦夕，這才是最可惜的啊。陛下如果能夠殺劉瑾，并在午門示眾，讓天下人都知道臣蔣欽是敢於直諫，而陛下也有誅殺叛逆的聖明。如果陛下不殺此賊，就先殺掉臣，讓臣能夠與龍逢、比干在地下交游，臣实在不愿与刘瑾这个叛贼苟且同生了。 |

此奏疏呈上后，蔣欽再次被罚刑杖三十。
蔣欽被打三天後，死於獄中，時年四十九歲。劉瑾伏誅後，贈光祿寺少卿。嘉靖年間，追贈祭祀安葬，并收錄一子入國子監。

## 事跡
史書记载，当时蔣欽在草拟上疏时，燈下微微傳來鬼聲。蔣欽想到奏折呈上后，必然會招來意想不到的大禍，認為這可能是祖先的在天之靈希望他停止呈上這份奏疏了。因此，他整理衣冠站起說，“果真是先人的話，何不高聲告訴我呢？”話還沒有說完，聲音便從牆壁傳出，聲音更加淒厲。蔣欽歎道：“我已經獻身于國家，便只能行忠義之事不能顧念私人，如果我保持沉默而有負國家，而使得先人受辱，還有什麽比這更不孝的呢！”於是他坐下，奮筆寫到：“死就死了，這份奏章是不能再改了！”聲音隨即停止。

## 家族
曾祖蔣道華；祖蔣瑛；父蔣绮。母劉氏，继母李氏。具庆下。弟蔣鉅。

## 延伸阅读
[在维基数据编辑]
 《國朝獻徵錄·卷之六十六》，出自焦竑《國朝獻徵錄》
 《明史卷一百八十八》，出自《明史》